# Cavarzere
Cavarzere ist eine italienische Gemeinde (comune) mit 12.823 Einwohnern (Stand 31. Dezember 2023) der Metropolitanstadt Venedig in der Region Venetien.

## Geografie
Cavarzere liegt etwa 38 km südsüdwestlich von Venedig in der Poebene am Unterlauf der hier von West nach Ost strömenden Etsch, und zwar an deren rechtem Ufer. Das 140,24 km² große Gemeindegebiet zu beiden Seiten des Flusses grenzt an die Gemeinden Adria (Provinz Rovigo), Agna und Anguillara Veneta in der Provinz Padua, Chioggia, Cona, dann Loreo, Pettorazza Grimani und San Martino di Venezze die wieder in der Provinz Rovigo liegen.
Zur Gemeinde gehören die Fraktionen Boscochiaro (östlich von Cavarzere, links der Etsch), Grignella, Rottanova (westlich, ebenfalls links der Etsch), San Pietro (weiter östlich etsch-abwärts, links des Flusses), Valcerere-Dolfina (nördlich von San Pietro), San Gaetano (östlich von Valcerere), Villaggio Busonera (gegenüber von Cavarzere, auf der linken Seite der Etsch). Bereits außerhalb der Gemeinde, nordöstlich von San Gaetano, erhebt sich der Torre delle Bebbe.

## Geschichte
In der Frühzeit bildete Cavarzere einen Teil der Lagunen am Westrand der Adria, bis sich eine Insel entwickelte, als der Meeresspiegel nach der letzten Kaltzeit weiter sank. Mit dem Rückzug des Wassers Richtung Osten wurde die Insel, auf der Cavarzere entstand, zu einem Teil des Festlands. Auf dem fruchtbaren Land entstand eine große Zahl von Siedlungen, zwischen denen sich bis ins Spätmittelalter ausgedehnte Wälder erstreckten.

### Etrusker, Römer

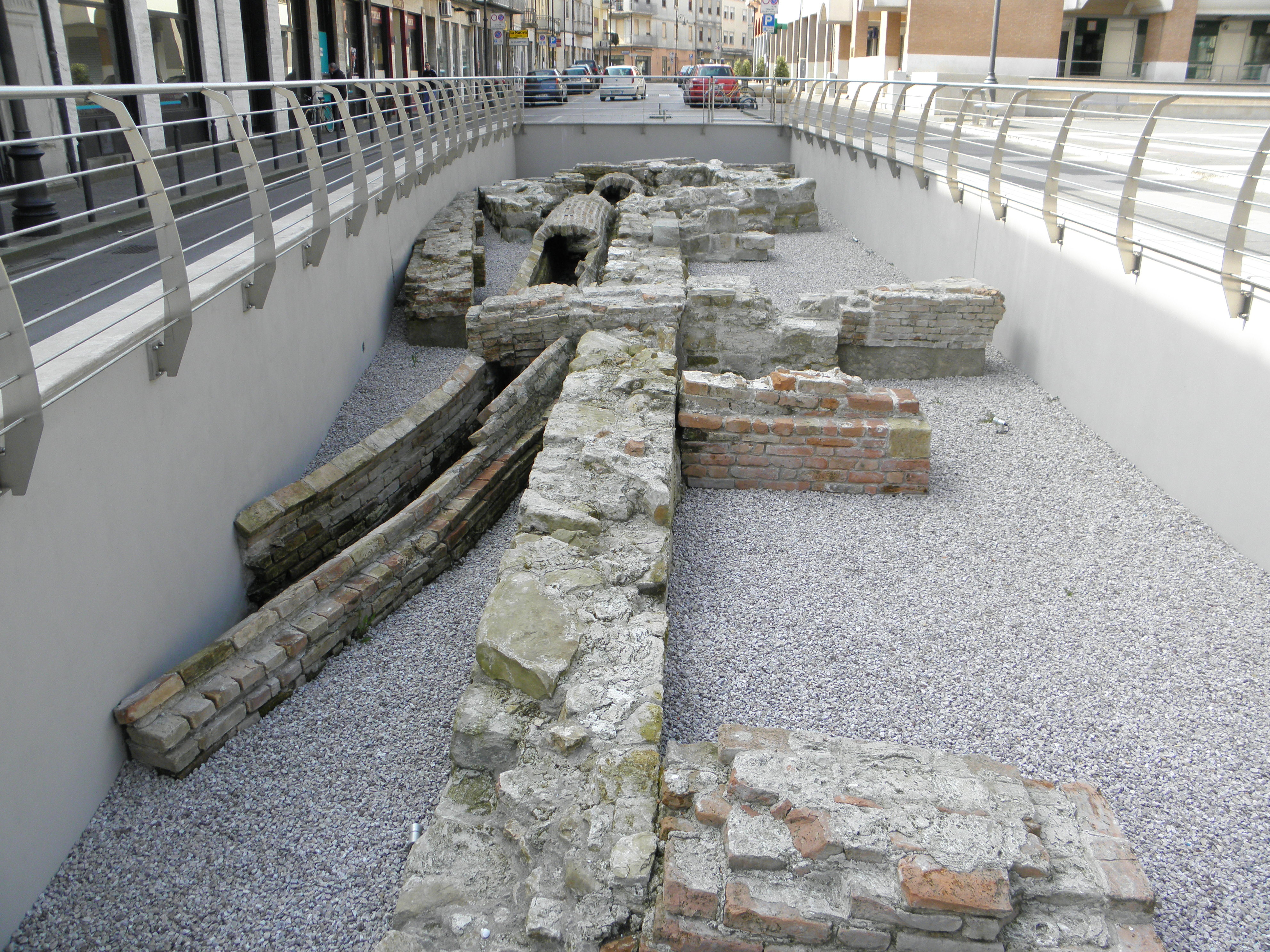
Römische Überreste in der Via dei Martiri

Cavarzere (Caput Aggeris) entstand als Siedlung der Etrusker von Adria. Als die Römer die Region besetzten, bauten sie in der Region ein Straßensystem, das als Via Popilia-Annia bekannt ist. So entstand 131 v. Chr. die Via Annia, die der Prätor Titus Annius Rufus errichten ließ und die Hatria (Adria) mit Patavium (Padua), Altinum, Iulia Concordia (Concordia Sagittaria), wo sie die Via Postumia kreuzte, mit Aquileia verband, sowie die Via Popilia-Annia, die von Ariminum (Rimini) ausgehend Aquileia, Ravenna, Adria und Altinum verband.

### Ostrom, Langobarden, Flut von 589
Nachdem es dem Oströmischen Reich im Krieg gegen die Ostgoten gelungen war, die Region im Jahr 554 auf der Grundlage einer Wiederherstellung des Römischen Reiches zurückzuerobern, wurde sie durch den Einfall der Langobarden in Italien ab 568 isoliert. Dennoch blieb die Region bei Ostrom bzw. Byzanz. Im Jahr 589 kam es zu einer gewaltigen Überschwemmung, die allerdings nicht, wie lange angenommen, dazu führte, dass der Po von Legnago aus nach Süden und die Etsch von Este aus umgeleitet wurde; durch den neuen Lauf teilte die Etsch Cavarzere in zwei Teile, hieß es. Jüngere Untersuchungen zeigten, dass die Umleitung schon sehr viel früher stattfand. Jedoch ist die Flut von 589 symptomatisch für eine regenreichere, vor allem aber eine Zeit, in der die Vernachlässigung der unter den Römern noch verbreiteten Hege der Flusslandschaft zu einer weiträumigen Versumpfung und einer Verbreitung der Malaria führte.

### Venedig (bis 1797)
Während der Auseinandersetzungen mit den Langobarden wurde Cavarzere zudem im Jahr 740 verwüstet. Erneut wurde es von den Franken unter König Pippin, einem Sohn Karls des Großen, im Jahr 809 zerstört. Doch weiterhin reichte das Gebiet Venedigs, wie es in Urkunden vielfach heißt, von Grado bis Cavarzere.

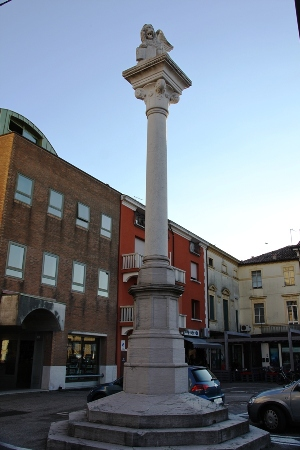
Säule mit dem Löwen von San Marco, 1923

Im Frieden von Aachen erkannte der Frankenkönig, seit 800 Kaiser, im Jahr 812 endgültig an, dass Venedig ein Teil des östlichen Kaiserreiches war. Damit lag Cavarzere außerhalb des Frankenreichs, das Oberitalien erobert hatte, wobei dessen Versuch scheiterte, die Lagune von Venedig zu erobern.
Im Pactum Lotharii, das der fränkische Kaiser Lothar I. mit Venedig im Jahr 840 schloss, wird neben weiteren 17 Siedlungen Cavarzere („Caput Argeles“) als eine der um Venedig liegenden Ortschaften aufgeführt. In seinem Pactum erkannte der Kaiser alle Handelsprivilegien seiner Vorgänger und zugleich die Tatsache an, dass der Ort Cavarzere nicht zum Reich gehörte.
Unter dem Dogen Pietro Tribuno verstärkte Venedig seine Bemühungen, ein Verteidigungssystem rund um die Lagune zu errichten. Auslöser für diese Anstrengung waren Angriffe der Ungarn, die im Jahr 900 bis in die Lagune eingedrungen waren. Der byzantinische Kaiser Konstantin VII., Verfasser eines Werkes zur byzantinischen Verwaltung, führte darin die 19 „kastra“ auf, die die Grenze sichern sollten, darunter Cavarzere. Das verhältnismäßig weit entfernte Gebiet von Cavarzere wurde am 26. August 963 von Kaiser Otto I. in einer Urkunde für das stadtvenezianische Kloster San Zaccaria vorgesehen, eine Urkunde die für die Äbtissin und einstige Dogaressa Johanna ausgefertigt wurde, die erste Ehefrau des Dogen Pietro IV. Candiano.
Im Streit mit Kaiser Otto II. rief dieser die Stadt 983 dazu auf, sich gegen Venedig zu erheben, doch gab sein Sohn Otto III. Cavarzere an Venedig zurück. Eine Urkunde vom 1. Mai 995 legte die Grenzen und Rechte Venedigs gegen Treviso und Belluno genauer fest, ebenso wie die Herrschaft über Cavarzere und Loreo. Zu dieser Zeit stand ein Gastalde der Flussgemeinde vor. Um 1000 wird ein Tribun mit einem Ratsgremium erwähnt. Das Territorium wurde 1010 erneut von Petrus I., dem Bischof von Adria, verletzt, der Rechte auf Loreo beanspruchte. 1040 wurde die Stadt von Adria, der Romagna und Ferrara geplündert, woraufhin sich die Cavarzerani mit der Plünderung des Gebiets von Adria rächten. Johannes Diaconus erwähnt in seiner Istoria Veneticorum (Lib. I, 6) zwar ausdrücklich, dass sich „etiam in extremitate Venetie castrum, quod Caput argilis dicitur“, doch stammt alles, was in dieser Chronik über die Zeit vor 764 berichtet wird, erst aus dem 12. Jahrhundert.
Im Jahr 1150 trat der Po bei Ficarolo erneut über die Ufer und überschwemmte das Gebiet um Cavarzere, das Cavarzerano. Als es zum Konflikt zwischen den oberitalienischen Städten und Kaiser Friedrich I. kam, erzwangen Anfang 1162 die vereinigten Truppen von Padua, Verona und Ferrara die Aufgabe von Cavarzere, doch schlug eine venezianische Flotte, die den Po aufwärts fuhr, die Angreifer in die Flucht. Im Jahr 1192 wurde Cavarzere erneut vom Po überschwemmt, nachdem der Damm an der „Stellata“ gebrochen war. Anfang des 13. Jahrhunderts herrschte ein Podestà in der Stadt, der von Venedig entsandt wurde. Dies geschah, nachdem 1211 ein entsprechendes Amt in Chioggia eingeführt worden war.
Während des Krieges zwischen Venedig, Padua und Treviso wurde Cavarzere 1236 von Ezzelino da Romano angegriffen. 1276 führte ein schweres Erdbeben dazu, dass die Bevölkerung von Cavarzano unter Hungers und Seuchen zu leiden hatte. 1372 attackierten Truppen unter Führung der Podestà von Cavarzere und Chioggia die Paduaner bei Bastia di Borgoforte, erlitten jedoch eine Niederlage. Dennoch endete der Krieg mit einem Sieg Venedigs.
Im Krieg gegen Genua, dem Chioggia-Krieg, geriet Cavarzere in den Machtbereich der Carraresi von Padua und blieb von 1378 bis 1381, unter deren Herrschaft. 1410 und 1438 ereigneten sich erneut verheerende Erdbeben, 1438 wurde Cavarzere abermals von der Etsch überschwemmt. Diesmal jedoch waren von den Feinden Venedigs bei Castagnaro und Malopera die Dämme durchbrochen worden, um Cavarzere zu treffen.
1468 löschte die Pest die Stadt für zwei Jahre aus, gefolgt von einer Hungersnot. Während eines weiteren Konflikts mit den Ferraresen wurden 1482 die Dämme des Po und der Etsch von den Gegnern durchtrennt, und das Wasser überflutete Cavarzere. Nun folgten Verlegungen der Flüsse in großem Maßstab. Das Gebiet von Cavarzere wurde 1493 und 1499 für die Etschrouten bei Badia und Barbuglio (nördlich von Lendinara) und erneut 1502 wegen der Badia-Strecke überflutet. Dennoch hielt Venedig an der Stadt fest. Anfang Dezember 1511 besetzten venezianische Truppen unter Pietro Bembo von Cavarzere aus die Stadt Adria.
1509 begann die Stadt, sich auf die linke Seite der Etsch auszudehnen, doch endlose Kriege dezimierten die Bevölkerung immer wieder, und die Umgebung der Stadt wurde zu Sumpfgebiet. Die Podestà weigerten sich, in der Stadt ihren Sitz zu nehmen und zogen es vor, Cavarzere von Venedig aus durch einen Vikar regieren zu lassen. Von den Befestigungsanlagen und der Burg von Cavarzere blieben nur die Ruinen des Bebbe-Turms an der Grenze zum Gebiet von Chioggia. Dennoch folgte eine lange Friedensperiode, in der sich wieder Venezianer im Umland ansiedelten, der Adel dort Paläste errichten ließ.
In der venezianischen Epoche entstanden im Raum Cavarzere zahlreiche Paläste der vermögenden Venezianer, die als Ville Venete bekannt sind. Zu diesen gehören die Palazzi Begiolin und die Villa Berto (beide entstanden im 18. Jahrhundert); Cà Briani (19. Jahrhundert). Es existieren noch Reste der Villa Naccari (18. Jahrhundert); dann die Villa Converso a Cà Labia (17. Jahrhundert); die Villa Bonicelli, Treves (18.); Villa Citran (16.); Corte Civranetta (18. Jahrhundert); dann die Villa Deganello (16.), die Villa Meticke (17.), die Casa Monaro (15. Jahrhundert); dann die Villa Morosini, Giovannelli (17.), die Villa Tassi Trieste (19.), die Corte Veniera (19.) und die Villa Pavanini (17.) sowie die Villa Papodopoli (oder Villa Smergoncino), Corte Benedettina ex Villa Melzi (16.), schließlich der Palazzo Lardi (heute Zangirolami) in Panarella (16. Jahrhundert).
Dennoch kam es gelegentlich zu Kriegszügen, die auch Cavarzere trafen. Im August 1706 zog das Heer Eugens von Savoyen von Trient über die Etsch marschierend durch die Stadt, um dem von den Franzosen belagerten Turin zu Hilfe zu eilen. Cavarzere wurde gezwungen, Mehl und Vieh zum Unterhalt der Armee beizutragen. Spanische Söldner plünderten den Ort im Jahr 1728.

### Napoleon, Österreich

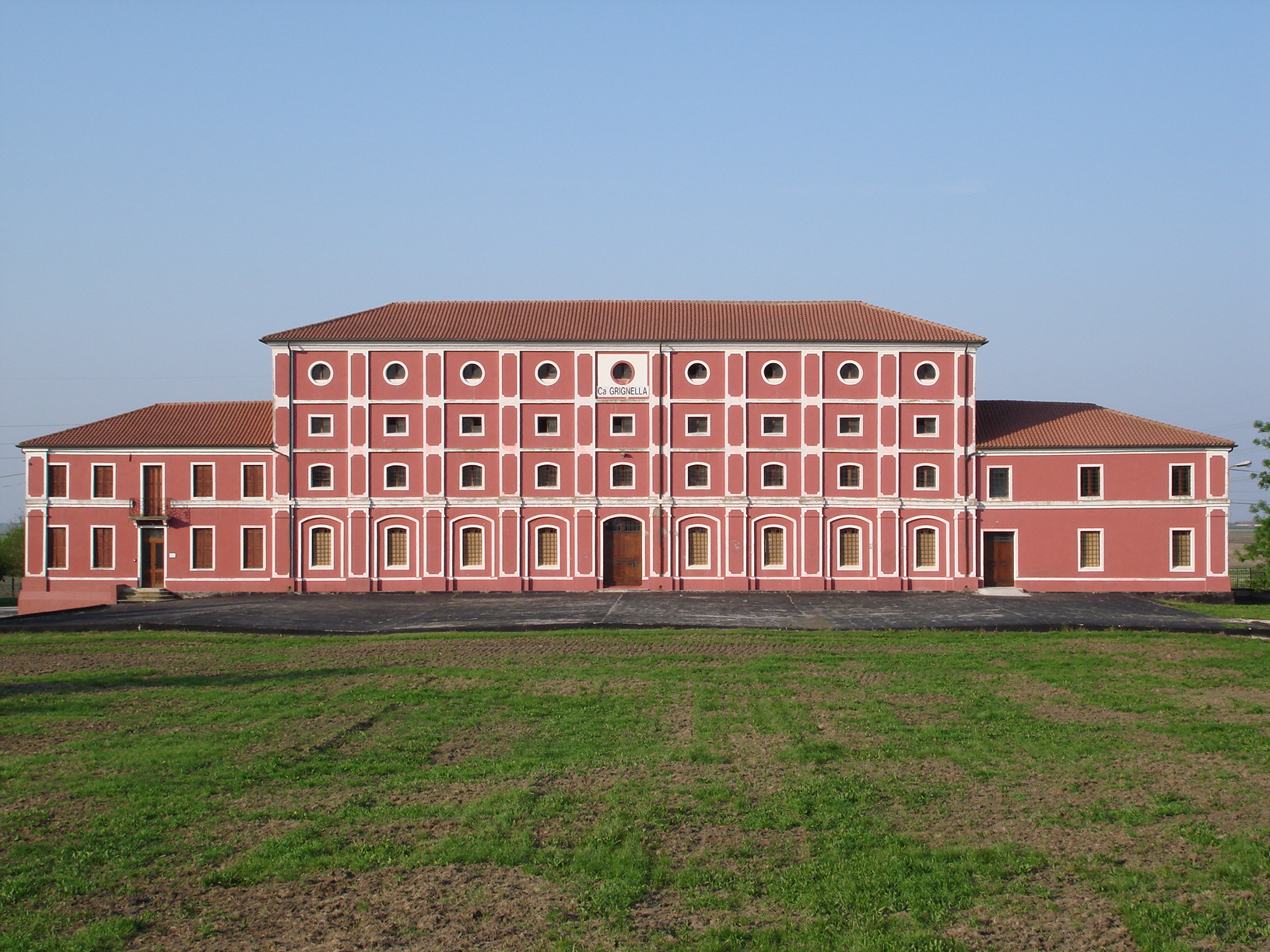
Der Palazzo Silimbani in Grignella, entstanden in der österreichischen Zeit um 1850

1797, nach dem Ende der Republik Venedig, wurde die Stadt mit dem Vertrag von Campoformio zu einer comune und in zwei Teile geteilt: Der rechte Teil wurde ein Teil von Adria und unterstand der Cisalpinischen Republik (unter der Herrschaft Frankreichs), der linke Teil kam an Österreich.

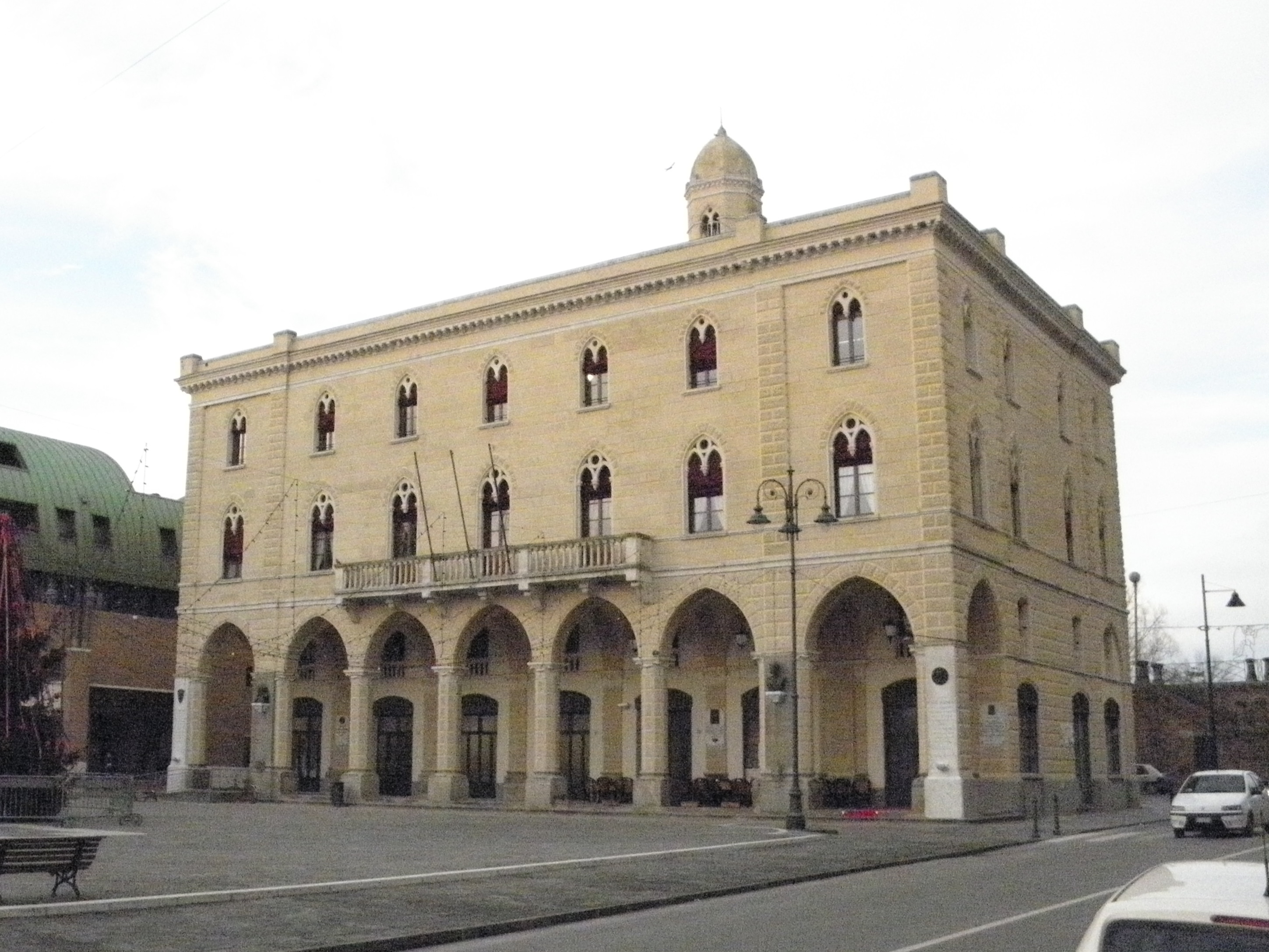
Palazzo Barbiani, Rathaus

Die comune wurde eine Gemeinde mit starker französischer Prägung, doch die schlechten Lebensbedingungen auf dem Lande führten zu Aufständen und Bandenwesen kam. Das Rathaus wurde niedergebrannt und das wertvolle Archiv wurde dabei vernichtet.
Nach dem Wiener Kongress im Jahr 1815 wurde Cavarzere dem Königreich Lombardo-Venetien angegliedert. Es ging vom Distrikt Adria in den Distrikt Chioggia über. Im Jahr 1844 wurden in Cavarzere die ersten Dampfmaschinen zur Trockenlegung der Niederungen in Betrieb genommen. Mit dem Aufkommen des Grundbesitzes begannen die „vagantivo“-Rechte der Armen zu verschwinden, trotz der Aufstände auf den Straßen.
Am 30. Mai 1848 überquerten General Pepe und seine Truppen die Etsch bei Cavarzere auf einer Pontonbrücke, um  gegen Venedig zu ziehen, wo Daniele Manin die Republik ausgerufen hatte (die bis August 1849 aushielt).

### Italien (ab 1866)
Mit dem Unabhängigkeitskrieg 1866 wurde das Gebiet von Cavarzere mit der italienischen Region Venetien vereinigt. Die kalte Witterung in den Jahren 1878–1879 verschärfte die Armut, was ab 1880 die Auswanderung der Bauern verstärkte. Im Mittelpunkt der Spannungen standen die rückständigen Verhältnisse auf dem Lande.
1882 überschwemmte die Etsch das Stadtgebiet erneut, nachdem der Fluss in der Nähe von Legnago eingebrochen war. Am 23. Dezember 1887 zerstörte ein Brand den Gemeindesitz in Cavarzere. Zum Schutz der Stadt wurde zwischen 1889 und 1893 im Stadtzentrum, das unablässig von den Wassern der Etsch bedroht war, ein „Deichschutz“ errichtet.

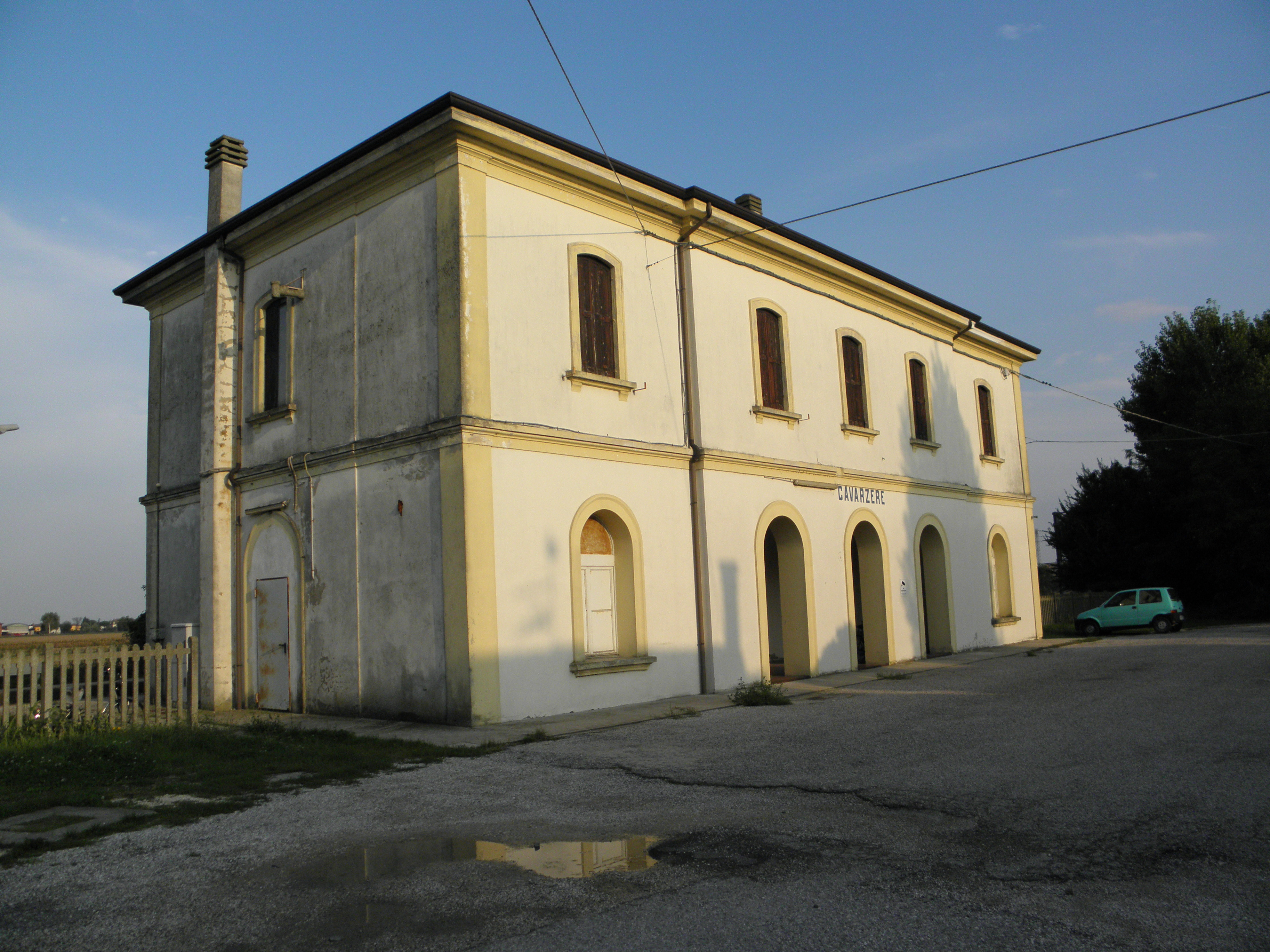
Bahnhof

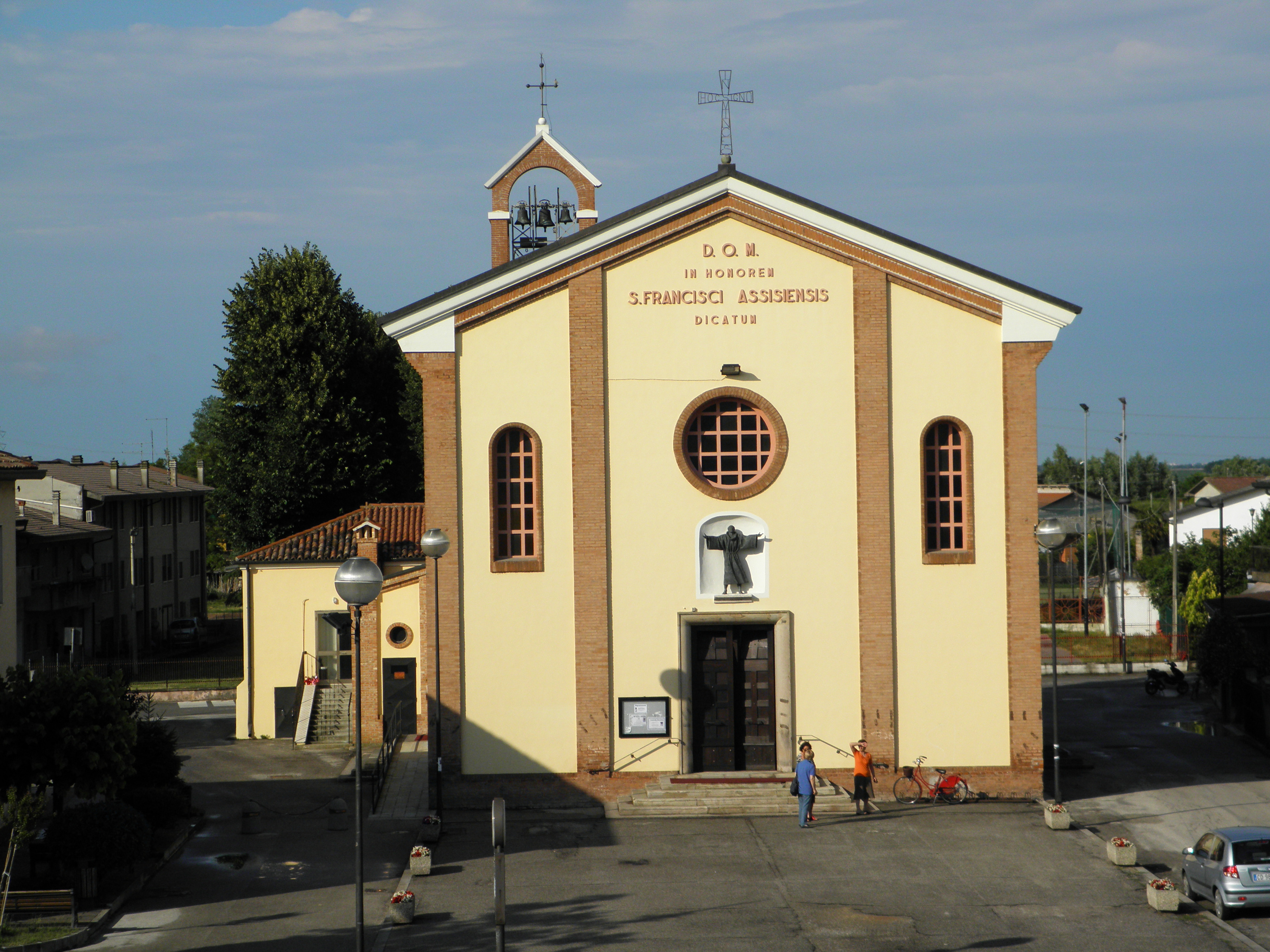
Die Kirche San Francesco d’Assisi in Boscochiaro, Via Chiara Rovelli, 14; errichtet ab 1950

1907 wurde Ilario Montesi, der spätere „Zuckerkönig“, Direktor der Brennerei in Cavarzere, einer vom Grafen Francesco Salvadego Molin geförderten Industrie. Im selben Jahr förderte er auch die Banca Cooperativa del Sindacato Agricolo, später die Banca Agricola Popolare di Cavarzere, das einzige Kreditinstitut aus Cavarzere.
Die Eroberung von Caporetto im November 1917 stürzte Cavarzere in einen neuen Aufruhr, Feldlazarette und durchfahrende Panzer prägten das Bild. Zu den ersten Opfern des Kampfes gegen die Faschisten zählte 1921 der sozialistische Stadtrat Giuseppe Pavanello, der bei dem Versuch, die Gemüter zu beruhigen, in eine tödliche Schießerei verwickelt wurde. 1923 wehrte sich Cavarzere gegen die Aufteilung seines Gebiets zwischen den Provinzen Venedig und Rovigo. Mussolini erklärte das entsprechende Dekret für nichtig. 1928 wurde die Stadt erneut überschwemmt.

Das Gemeindegebiet von Cavarzere in der Metropolitanstadt Venedig

Gegen Ende des Zweiten Weltkriegs wurde Cavarzere durch Luftangriffe fast dem Erdboden gleichgemacht. Diese Kämpfe hingen mit der Gotenstellung, der linea gotica zusammen, entlang der die Faschisten versuchten, den Vormarsch der Alliierten aufzuhalten. Vom 28. Juli 1944, dem Tag des ersten Luftangriffs auf die Eisenbahnbrücke über die Etsch, bis zum 27. April 1945, dem Tag der Befreiung durch die 21° Gruppo di Combattimento "Cremona", kam es zu massiven Zerstörungen. Am 28. Juli 1944 wurden das Krankenhaus, dazu die casa di riposo, die Brennerei und zahlreiche Wohnhäuser getroffen. Am 4. August wurde die Eisenbahnbrücke zerstört, bis zum 31. Dezember erfolgten 25 Angriffe mit 102 Todesopfern.
Die Bevölkerung floh aus der Stadt und im Januar 1945 war das Zentrum von Cavarzere eine „Wüste“, wie Monsignore Giuseppe Scarpa in seinem Tagebuch „Il Martirio di Cavarzere“ (Das Martyrium von Cavarzere) notierte. Vom 23. bis 27. April wurde das letzte Ziel von alliierten Bombern und Truppen angegriffen. Dabei wurde die Kirche S. Giuseppe zerstört, der Dom schwer getroffen, eben wie das Rathaus. Schließlich wurde die Fußgängerbrücke über die Etsch von Bomben getroffen. Das gesamte historische Zentrum wurde dem Erdboden gleichgemacht.

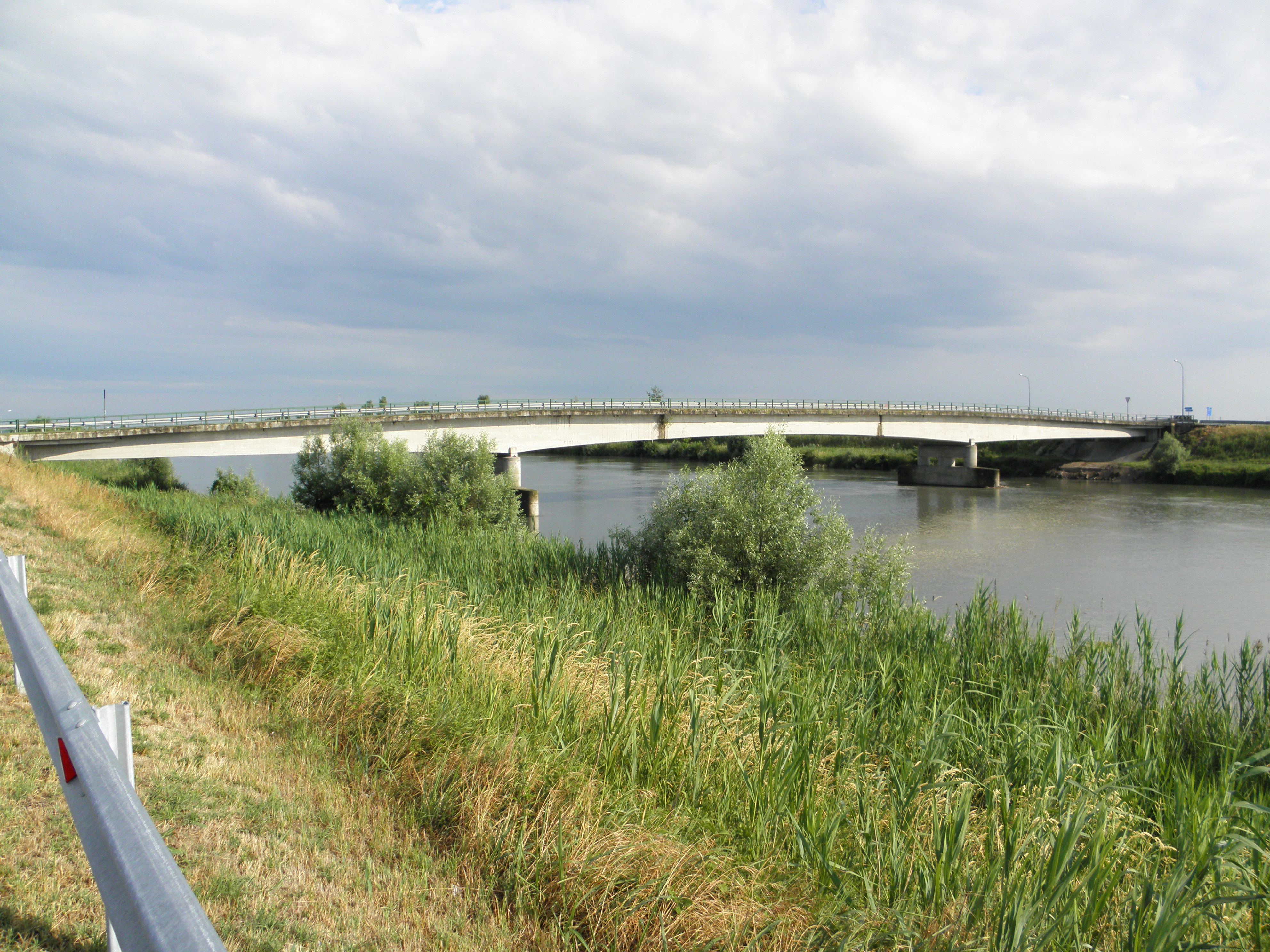
Brücke über die Etsch bei San Pietro

Der Wiederaufbau hatte – 1951 kam es erneut zu einer Überschwemmung – mit enormen Schwierigkeiten zu kämpfen, zumal Tausende den Ort verließen.

## Kultur

### Museum
Das Museo della civiltà contadina, das die bäuerliche und kleinstädtische Kultur der contadini darbietet, befindet sich im ersten Stockwerk des österreichischen Palazzo Silimbani. Es entstand auf private Initiative.

### Sport
1909 wurde die Società sportiva Juventus gegründet, die 1921 die lokale Radsportorganisation mit einem Wettbewerb, den Costante Girardengo, dicht gefolgt von Gaetano Belloni, gewann, zu nationaler Bekanntheit verhalf.

## Persönlichkeiten

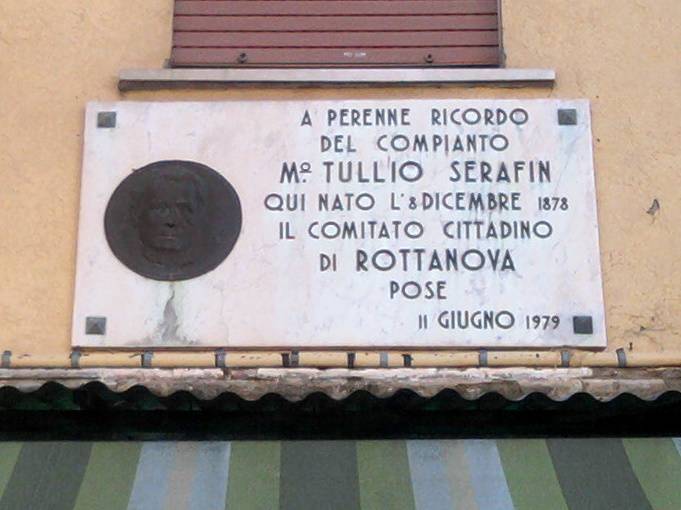
Gedenktafel für Tullio Serafin, 1979

- Tullio Serafin (1878–1968), Dirigent
- Sandro Munari (* 1940), Rallyefahrer
- Gabriele Sella (1963–2010), Radrennfahrer
- Silvio Boarin (* 1967), Radrennfahrer